# Giovanni Renati
Giovanni Renati (Tortona, 1906 – ...) è stato un calciatore e allenatore di calcio italiano, di ruolo difensore.

## Carriera
Iniziò a giocare nella Società Sportiva Garibaldi di Tortona, nel campionato ULIC, inizialmente come ala sinistra. Passò poi al Derthona nel 1920, rimanendoci per molti anni, durante i quali cambiò due ruoli: dapprima mezzala sinistra e poi mediano sinistro, posizione in cui espresse al meglio le proprie qualità.
Notato dai Vigevanesi, lasciò il Derthona nel 1930. Debuttò in Serie B con i Vigevanesi nella stagione 1931-1932, disputando due campionati cadetti per un totale di 59 presenze. In seguito militò anche nell'Andrea Doria, in Serie C.
Fu allenatore del Derthona nel secondo dopoguerra.

## Palmarès

### Giocatore

#### Competizioni nazionali
- Prima Divisione: 1

Derthona: 1929-1930